# Tapinothelella
Tapinothelella is een monotypisch geslacht van spinnen uit de  familie van de kraamwebspinnen (Pisauridae).

## Soort
- Tapinothelella laboriosa Strand, 1909